# Municipio de Macuspana
El municipio de Macuspana es un municipio del estado mexicano de Tabasco, localizado en la región del río Usumacinta y en la subregión pantanos. Su nombre proviene del vocablo náhuatl Macui-chapana, que significa "lugar de las cinco barreduras o limpiezas".
Su cabecera municipal es la ciudad de Macuspana, ciudad asentada a orillas del río Puxcatán, el municipio cuenta con una división constituida, además, por 2 villas, 20 ejidos, 129 rancherías, 15 poblados, 12 colonias urbanas y 1 nuevo centro de población, así como muchos fraccionamientos.
La población del municipio actualmente (2010) es de  158601 habitantes, lo que representa el 6.9 % de la población total del estado, teniendo una densidad de población de 63 habitantes por km².
En julio del 2018, el tabasqueño Andrés Manuel López Obrador ganó las elecciones presidenciales, convirtiéndolo en el primer político oriundo del municipio de Macuspana en convertirse en presidente de México.

## Historia
Según registros, Macuspana era un pueblo centro poblacional indígena maya-chontal que por estar asentado en la confluencia del río Puxcantán y el arroyo Huapinol se cree tenían a la pesca como actividad primaria, y practicaban la agricultura y al comercio a baja escala.
Época colonial (Encomenderos)
A la llegada de los españoles a Tabasco y después de la conquista de México, el territorio mexicano fue cedido a encomenderos, entre ellos la región de Macuspana; en aquellos tiempos ya estaba establecido el puerto de Villa Santa María de la Victoria (hoy Frontera) y el puerto de Xicalango. Estos puertos fueron invadidos por piratas ingleses, por esa razón, por estrategia, los españoles se establecieron en el interior de la provincia y fundaron nuevas villas, por ejemplo Villa San Juan Bautista (hoy Villahermosa) y Xicalango a Xonuta (Jonuta) en esta última villa se instaló el servicio de visitas parroquiales en 1582 para darle servicio a Macuspana y a Tepetitán por orden de la Corona española que estaba interesada por evangelizar pueblos de indios a través de la Iglesia católica.
Durante las visitas parroquiales población española migraba y se evangelizaba Macuspana gradualmente; era una ardua tarea para los colonos y para los misioneros que eran frailes Dominicos. Estos mismos misioneros dieron fe de un acontecimiento milagroso en el centro del poblado de Macuspana justamente en la confluencia del río Puxcatán y el arroyo Huapinol, donde se da la aparición de la imagen del Señor de la Salud.
El cura de Jalapa reconoció el acto milagroso de Macuspana y de esta forma fue creciendo alrededor hasta pasar de pueblo a villa dando como resultado la fundación de Macuspana.  
En el sitio conocido como “El Tortuguero” en este municipio se han encontrado importantes vestigios de la cultura maya. Desafortunadamente, la extracción de piedra caliza por parte de una compañía constructora, ha devastado el sitio al punto de que plataformas y edificios que ahí había han desaparecido por completo. No obstante, aun quedan cuatro montículos que no han sido dañados y estructuras de gran importancia y aunque no se pueda precisar si esas ruinas pertenecieron a la cultura maya zoque, el florecimiento del sitio debió darse durante el llamado período clásico y clásico tardío (siglos VI-IX).
Durante la expedición de Hernán Cortés a Las Hibueras (hoy Honduras), entre 1524 y 1525, el conquistador indica haber pasado por una población llamada Tepetitlán, que pudiera corresponder al actual pueblo de Tepetitán en este municipio. Eso también es respaldado por las crónicas de Bernal Díaz del Castillo, que en su Historia Verdadera de la Conquista de la Nueva España menciona igualmente el haber pasado junto con Cortés por una población llamada Tepetitan.
El 17 de febrero de 1665, se decreta la fundación de la villa de Macuspana, cuando aparece metida en una caja de cedro, una imagen del Señor de la Salud en las confluencias del arroyo Huapinol y el río Puxcatán; el cura de Jalapa dispone la edificación de la ermita del "Señor de la Salud" poblándose los alrededores de ésta y dando como resultado la fundación de la actual cabecera municipal.
En 1766, Juan López, administrador de justicia del partido de Macuspana, da posesión a 62 casados, 3 viudos y 7 viudas, de los terrenos concedidos por el alcalde mayor de Tabasco, Pedro Dufau Maldonado; el nuevo asentamiento da origen al pueblo de San Carlos Olcuatitán (hoy villa Benito Juárez). El nombre de esta población se dio en honor al rey Carlos III de España y a un poblado de Nacajuca de donde provenían.
En 1768, Francisco Jiménez de Esteban, teniente y administrador general de la Real Hacienda, y a moción del presbítero de Jalapa, Luis Burelo, ordena que en una porción de la finca "Santa Lucía" se funde el pueblo de San Fernando con familias procedentes de Nacajuca que colindaban con Ocuiltzapotlán.
Hasta mediados del siglo XVIII, Macuspana y Tepetitán, eran las dos principales poblaciones de este municipio y dependían del partido de Jalapa, pero una vez cumplidos los requisitos necesarios, la Corona española por medio del gobierno virreinal en Tabasco, nombra al primer Teniente Gobernador del municipio, para liberarlos del tutelaje de Jalapa, por lo que en 1794, Macuspana es designada cabecera de uno de los nueve partidos que integraban la provincia de Tabasco.
Ya en la época independiente, el 5 de febrero de 1825, se crea el partido de Macuspana dependiendo del departamento de La Capital cuya cabecera es San Juan Bautista.

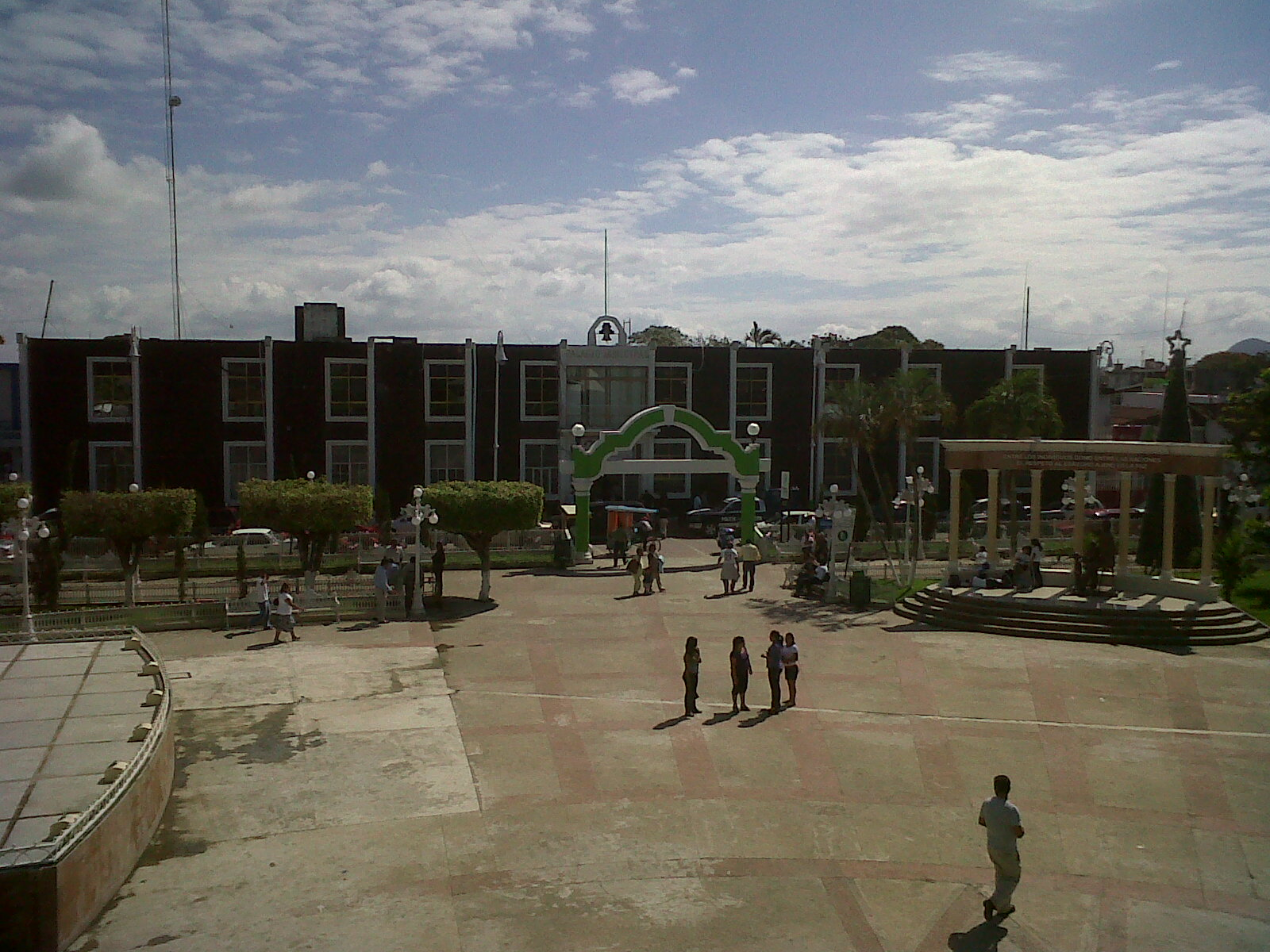
Palacio Municipal y parque principal en la ciudad de Macuspana.

Desatada la lucha entre centralistas y federalistas por el control del país, a mediados de febrero de 1840 en el pueblo de Tepetitán, Macuspana se levanta en armas contra el gobierno centralista dirigida por Fernando Nicolás Maldonado, quien recibe ayuda de Yucatán y el apoyo de los tabasqueños Justo Santa Anna, Manuel Buelta, Agustín Ruiz de la Peña y Salvador Calcáneo, entre otros. Las fuerzas de Maldonado estaban al mando del capitán Manuel Arauz y del mayor Lázaro Mendoza.
El 12 de marzo de 1840 las fuerzas federalistas de Fernando Nicolás Maldonado tomaron Macuspana y desconocieron el gobierno del general José Ignacio Gutiérrez en Tabasco.
Ante la tenaz resistencia de los centralistas en la capital del estado, Maldonado decide el 17 de julio de 1840 dividir sus fuerzas organizando un sitio desde Cunduacán, Macuspana y Frontera; en Macuspana las tropas federalistas quedan al mando de Justo Santa Anna y Agustín Guítar, a quienes a mediados de septiembre de ese año se les une el propio Maldonado con 380 hombres provenientes de Frontera.
Debido a las serias dificultades surgidas por el control de la comandancia militar de Tabasco la que se negaba a entregar el coronel Miguel Bruno Daza, el segundo cabo de la comandancia, coronel Manuel Peláez Callejón se refugia en la villa de San Francisco de Macuspana el 9 de junio de 1848 y al día siguiente hace lo mismo el gobernador Justo Santa Anna, estableciendo la sede provisional del gobierno en esta villa. Como las dificultades continuaron, el gobernador Santa Anna solicitó licencia por enfermedad el 13 de julio, retirándose a su finca “El Carmen” en este partido.
En octubre de 1850, la ciudad de Macuspana vuelve a ser una de las cabeceras de partido que integran el departamento del Centro, y a fines de ese año, es uno de los 12 partidos en que se divide el estado de Tabasco.
Entre 1856 y 1857, el presbítero Paulino Méndez entrega el curato de Macuspana a Manuel Gil Sáenz, quien fuera uno de los historiadores más reconocidos de Tabasco y que escribió su obra: Compendio Histórico, Geográfico y Estadístico de Tabasco, la cual es un referente obligado para conocer la abundante historia tabasqueña. Hoy es uno de los hombres ilustres del estado.
En el año de 1860, el presbítero Manuel Gil y Sáenz es guiado por unos indígenas hasta un lugar cerca de San Fernando, de donde "emergía aceite negro y espeso". Gil y Sáenz tomó una muestra y la mandó a analizar a la Ciudad de México, en donde confirmaron que se trataba de petróleo crudo que emergía de una chapopotera; Gil y Sáenz descubrió así, la inmensa riqueza petrolera de Macuspana que hoy se extrae aún de los campos "Fortuna Nacional", "José Colomo", "Vernet" y "Sarlat".
El 13 de abril de 1866, el gobernador, coronel Gregorio Méndez Magaña, prepara en Tepetitán, Macuspana, un ataque sorpresa contra los imperialistas franceses que mantienen tomada la villa de Jonuta. El sitio de Jonuta se llevó a cabo del 15 al 17 de abril de ese año.
El 20 de octubre de 1866, tropas enviadas por el gobernador de Campeche Pablo García, al mando del coronel Celestino Brito, salen de Tepetitán para tomar Palizada y Ciudad del Carmen, Campeche.
De acuerdo a la IV Constitución Política del Estado, a partir del 4 de octubre de 1883, Macuspana pasa a constituirse en una de las 17 municipalidades de la entidad.
El 7 de enero de 1906, Alfredo C. Duplán, encargado de la firma Pearson & Sons, "propietarios" de los depósitos petrolíferos de Tabasco, llega a Macuspana.
El 17 de enero de 1915, Límbano Blandín, José Domingo Ramírez Garrido y Francisco Javier Santamaría, exploran las ruinas mayas de El Tortuguero en Macuspana.
En el año de 1930, se otorga el rango de ciudad a Macuspana, y el de villas a los pueblos de Epigmenio Antonio y Tepetitán.

## Personas destacadas
- Justo Santa Anna: (1796-1883). Político. Nació en Tepetitán. Luchador incansable contra del centralismo, favoreciendo la causa de los liberales. Por sus ideas fue expulsado del estado y encarcelado en las cárceles de San Juan de Ulúa, San Andrés Chalchicola, y Mérida, Yucatán. Fue presidente municipal de San Juan Bautista, Tabasco, Diputado al Congreso Local y seis veces gobernador del estado, tocándole enfrentar como gobernador, la Intervención estadounidense en Tabasco. Murió en la entonces villa de Macuspana.

- José Narciso Rovirosa Andrade: (1849-1901). Es considerado el científico tabasqueño más importante. Ingeniero de profesión, destacó como cartógrafo, historiador, periodista, geógrafo, dibujante, botánico, meteorólogo y hidrógrafo. Como político fue alcalde de la capital del estado en tres ocasiones, y como diputado representó a Nacajuca y Macuspana en sendas legislaturas. Es autor de: "Preridografía del Sur de México", "Ensayo Histórico sobre el Río Grijalva", "El Partido de Macuspana", entre otras. Murió en la Ciudad de México.

- José Domingo Ramírez Garrido: (1888-1958). Militar, escritor y periodista. Militó al lado del general Francisco José Múgica. Como periodista escribió con los hermanos Flores Magón en "El Ahuizote" y en el "Regeneración". Fue director del Colegio Militar, funcionario de confianza del general Salvador Alvarado, gobernador de Yucatán, Diputado local en la XXVI Legislatura, formó parte del Congreso Constituyente que expidió la Constitución Política del Estado aún vigente; secretario general de gobierno con el general Carlos Greene; diputado federal. Es autor también de algunos libros, artículos periodísticos y su carta relativa a su actuación como revolucionario. Falleció en la Ciudad de México.

- Andrés Manuel López Obrador: (1953-). Político. Nació en Tepetitán. Estudió Ciencias Políticas y Administración Pública en la UNAM. Empezó su carrera a mediados de los setenta en el Partido Revolucionario Institucional (PRI). Junto a Cuauhtémoc Cárdenas Solórzano, fundó el partido de izquierda PRD, convirtiéndolo en la tercera fuerza política a nivel nacional. Fue candidato a gobernador del estado en las elecciones de 1988 y 1994, y jefe de Gobierno de Ciudad de México entre el año 2000 y el 2005. También fundó el Movimiento Regeneración Nacional (Morena) en julio del 2014. El día 1 de julio de 2018 ganó la Presidencia de los Estados Unidos Mexicanos para el periodo 2018-2024, convirtiéndose en la persona número 65 en ocupar dicho cargo.

## Geografía
Su extensión es de 2436.893 kilómetros cuadrados, los cuales corresponden al 10.42 % del total del estado; esto coloca al municipio en el tercer lugar en extensión territorial.  

### Límites municipales
Tiene límites administrativos con los siguientes municipios o accidentes geográficos, según su ubicación:
| Noroeste: Centro    | Norte: Centla         | Nordeste: Jonuta                  |
| Oeste: Jalapa       |                       | Este: Jonuta y Catazajá           |
| Suroeste: Tacotalpa | Sur: Tacotalpa y Tila | Sureste: Palenque y Salto de Agua |

### Orografía
La mayor parte del municipio es plana, con abundantes lomeríos y montañas hacia el sur en las estribaciones de la sierra. La altitud promedio del municipio es de 32 metros, aunque existen algunas elevaciones de importancia como el cerro de "El Tortuguero", "El Encajonado", "El Campanario", "La Paloma" y "Manatinero", así como el "Tepezintla" en los límites con el estado de Chiapas.
Hacia el norte, destaca una planicie pantanosa que forma parte de la Reserva de la Biosfera Pantanos de Centla.

### Hidrografía
Los principales cuerpos de agua están representados por los ríos Tepetitán, Puxcatán, Tulijá, Maluco, Sácame si Puedes y Chilapa.
Las lagunas de mayor importancia son La Mixteca, Ramón Grande, Medellín, Sarlat, La Sombra y Chilapa.

### Clima
El clima es cálido húmedo con abundantes lluvias en verano; tiene una temperatura media anual de 23.6 °C, siendo la máxima media mensual en abril con 30.1 °C y la mínima media en mayo con 29.8 °C; la máxima y la mínima absoluta alcanzan los 30.1 °C y 21.2 °C, respectivamente.
Los máximos históricos registrados son 41.5 °C y 9.1 °C, registrados en los meses de abril y enero respectivamente. Gracias a su zona alta y montañas, el municipio es considerado como uno de los pocos de Tabasco con temperaturas frías.
El régimen de precipitaciones se caracteriza por un total de caída de agua de 3186 milímetros con un promedio máxima mensual de 350 mililitros en el mes de septiembre y una mínima mensual de 50 mililitros en el mes de abril.
En la región S se tiene un clima cálido húmedo con lluvias todo el año (Af); estas lluvias decrecen ligeramente en invierno, período en el cual se registra el 14.4 % del total anual. La temperatura media anual oscila entre 25.4 °C y 26.9 °C.
Las mayores velocidades del viento se concentran en los meses de noviembre y diciembre, con velocidades que alcanzan los 35 kilómetros por hora, presentándose en junio y julio las menores con velocidad 18 kilómetros por hora.

## Economía

### Sector primario

#### Agricultura
Los cultivos básicos que se producen son: maíz, frijol y yuca, principalmente para autoconsumo.
En 2016 la superficie sembrada de dichos cultivos fue de 3519 hectáreas; el maíz ocupó 2475 hectáreas con una producción de 3961.50 toneladas, el frijol 85 hectáreas con una producción de 57.80 toneladas, la yuca 167 hectáreas con una producción de 2024.50 toneladas y el hule hevea 792.30 hectáreas con una producción de 1856.21 toneladas.

#### Ganadería
La ganadería es otro sector importante en la economía local, practicándose esta actividad de manera extensiva. Según datos del INEGI, en 2007 existían 98 185 bovinos, 10 950 porcinos, 2772 ovinos y 192 261 aves de corral.

#### Pesca
A pesar de que el municipio cuenta aproximadamente con 27 lagunas que abarcan 12 080 hectáreas, así como ríos con sus respectivos ramales y afluentes, la pesca es una actividad poco desarrollada.
Las especies con mayor demanda son: mojarras, bobo, pejelagarto, robalo, pigua y camarón de río.

### Sector secundario
En cuanto a la población económicamente activa (PEA) esta se genera por las diversas empresas que se encuentran en la región las cuales proporcionan un importante aporte económico e infraestructura al municipio, entre las que podemos destacar están: una planta de producción de HOLCIM (Cementos Apasco), Pemex Exploración y Producción, Pemex Gas y Petroquímica Básica, el Complejo Procesador de Gas Cd. Pemex, el cual es de los principales productores de gas en México, desde donde salen los gasoductos Cd. Pemex-México-Guadalajara y Cd. Pemex-Mérida; así como importantes campos petroleros productores y un sinnúmero de instalaciones petroleras.
También existen en el municipio, graveras como El Tortuguero, Río Puxcatán, así como importantes constructoras como son Tepexintla, VYCSA, Rager de Tabasco, Rubio Solís, Grupo LFM, LIMPEZ, entre otras las cuales emplean en un 30 % a la fuerza productiva de Macuspana.

### Sector terciario
La ciudad de Macuspana cuenta con un intenso movimiento comercial al tener una diversidad de tiendas de ropa, muebles, calzado, alimentos, ferreterías, materiales para la construcción, papelerías, farmacias, grandes comercios de abarrotes y supermercados.

## Demografía
De acuerdo a los resultados preliminares que presenta Censo de Población y Vivienda 2010, el municipio cuenta con un total de 165 729 habitantes, lo que representa el 6.9 % de la población total del estado. Registrando el municipio una densidad de población de 63 habitantes por km².
El municipio sólo tiene un 6.9 % de población indígena conformada por tan solo 6424 habitantes, de los cuales 5222 hablan lengua chontal de Tabasco; 969 chol; y el resto lo componen otros grupos étnicos sin clasificación definida. De acuerdo a los resultados que presenta el II Conteo de Población y Vivienda del 2005, en el municipio habitan un total de 5648 personas que hablan alguna lengua indígena, sin contar aquellos cuyos padres son hablantes de 1 lengua indígena pero ellos no hablan el idioma. 
El grupo mayoritario de la población es el mestizo, el cual conforma el  72.8 % de la población del municipio, constituyendo el grupo mayoritario. 
El 20.3 % de la población es blanca, una parte conformada por los descendientes de los españoles que fundaron el municipio desde la época colonial ya que la región de la Sierra en aquellos años era la zona más alta con un clima menos hostil, con superficie cultivable, además de estar lejos de las invasiones de los corsarios, por lo que en la era colonial la mayoría de los colonos se establecieron en los municipios de Macuspana, Teapa, Jalapa, Tacotalpa, Cunduacán, Centro y el partido de Usumacinta. Otros descienden de aquellos que llegaron en el último tercio del siglo XIX y principios del siglo XX, tanto por motivo de las dos intervenciones extranjeras que sufrió el país y el Estado de Tabasco, además de los intentos del Porfiriato de aumentar la población de la llanura costera del Golfo de México. Muchos de ellos se fueron a otras zonas del país, pero de los que permanecieron, muchos incursionaron como trabajadores o propietarios de plantaciones y agroindustrias locales de la época, las cuales estaban vinculadas fuertemente a la explotación y transporte de maderas preciosas, cacao, caña de azúcar, hule, palo de tinto y producción de ganado bovino. 
Aunado esto, en el primer tercio del siglo XIX, en los albores de la explotación petrolera, las compañías petroleras, que antes de 1938 eran extranjeras (como El Águila, que era británica y la Standard Oil, estadounidense) hicieron trabajos de exploración, producción, transporte de insumos y construcción de las primeras infraestructuras, para lo cual trajeron personal  que trabajaba en la municipalidad, ya sea en los pozos o en sus oficinas. Estas empresas fueron expropiadas por el presidente Lázaro Cárdenas del Río, para dar lugar a Petróleos Mexicanos. 

### Principales Localidades
- Macuspana: Es la cabecera municipal del municipio y capital de la región de la sierra, cuenta con una población de más de 87 mil habitantes, lo cual lo sitúa dentro de las ciudades más pobladas del sureste de México. Forma parte de la zona urbana del municipio.

- Benito Juárez (San Carlos): Está situada al norte de la cabecera municipal, a 15 km de ésta. Tiene cerca de 18 000 habitantes. Junto a la cabecera municipal forma parte de la zona urbana.

- Ciudad Pemex: Es una población de ingresos altos, en ella se encuentra el Complejo Procesador de Gas, el principal productor de gas en el País. Cuenta con una población de 15 500 habitantes. Forma parte de la zona urbana del municipio junto a Macuspana, Benito Juárez y Belén.

- Colonia Belén: Está situada al noroeste de la ciudad de Macuspana, a tan solo 1.5 km de ésta. Tiene una población de 6500 habitantes. Es tanta su cercanía con la cabecera municipal que, gracias al crecimiento de población, estas se unieron y solo son divididas por el arroyo Guapinol. Junto a Macuspana, Benito Juárez y Ciudad Pemex forman parte de la zona urbana económica del municipio.

- Aquiles Serdán (San Fernando): Se encuentra al este de Villa Benito Juárez y tiene una población de 6000 habitantes.

- Tepetitán: Es el asentamiento más antiguo del municipio, ya que se sabe que en 1525 el conquistador Hernán Cortés pasó por esta población. Se encuentra a las orillas del río Tepetitán. Tiene cerca de 5500 Habitantes

- Pob. Buenavista Apasco: Ubicada al sureste de la cabecera municipal, con una población de 4850 habitantes, esta población se distingue por la industria cementera y de extracción pétrea, se encuentra comunicada mediante la carretera Villahermosa-Escarcega km 68.5 hacia el sureste a 15 min. de la cabecera municipal y a 50 min. de la capital del estado. cuenta con todos los servicios en telecomunicaciones, ideal para desarrollos industriales por su ubicación geográfica.

## Flora y fauna
La fauna del lugar es muy variada, en general se puede encontrar en todo el estado al pejelagarto, hay también aves maravillosas como los papagayos, los quetzales, los tucanes y los colibríes. Se encuentran también monos araña, ardillas, osos hormigueros, conejos, lagartos, pochitoques, ranas, sapos, serpientes venenosas como la nauyaca y no venenosas como la boa. Hay algunos animales que están a punto de desaparecer en este lugar o sea en peligro de extinción como el mono sarahuato y el jaguar que solo habitan en los parques estatales que hay en el lugar, como el parque estatal de Agua Blanca o parte de la reserva de la biósfera Pantanos de Centla ya que gran parte de esta reserva están en territorio macuspanense. Por la abundancia de flores y frutos, abundan las termitas, las hormigas, las avispas y las abejas.
Su flora es muy abundante y predomina el tipo de vegetación de selva lluviosa en el sur y este del municipio aunque hay zonas de vegetación pantanosa al norte y zonas de sabana tropical al oeste.
Existen árboles de maderas preciosas como el caoba y el cedro, árboles representativos; macayo, palma real, corozo, jobo, sauce, samán, pitche, tatuán, árbol de hule, tinto, barí, árbol de pan y salacia, milenarios como la ceiba y los de hermosas flores como el macuilí y el framboyán.
Asimismo, hay frutales como el zapote, mamey, tamarindo, cacao, naranjo, lima mexicana, plátano, pitaya, mandarina, vainilla, guayaba, mango, papaya, caimito y guanábana.

## Turismo
El municipio cuenta con un buen número de atractivos naturales y artificiales entre los que destacan:

### Cascadas y grutas de Agua Blanca
Es el principal centro turístico del municipio. El centro turístico Cascadas de Agua Blanca cuenta con varias cascadas, albercas, restaurante, asadores, baños y estacionamiento para vehículos. También se localizan grutas que pueden ser exploradas por los paseantes. El lugar cuenta con una vasta zona selvática protegida por el "Parque Ecológico Estatal Cascadas de Agua Blanca".

### Cerro El Tortuguero
Este cerro es uno de los más elevados del estado, allí se localiza el sitio arqueológico de Tortuguero, una antigua población maya, cuyos vestigios han sido destruidos por las compañías de grava y cemento en el cual extraen material pétreo del cerro. Se trata de pequeños montículos, bases y estructuras de edificios que aún no han sido desenterrados totalmente que se encuentran en las faldas del cerro. 
En los últimos años ha adquirido relevancia mundial, al ser encontrada la llamada "Estela 6" en la que se anuncia el fin de una época el 21 de diciembre de 2012. Dicha estela se encuentra fragmentada en 7 partes, de las cuales 4 se localizan en el Museo Regional de Antropología "Carlos Pellicer Cámara de la ciudad de Villahermosa, capital del estado, 2 fragmentos más se encuentran en un museo de la ciudad de Nueva York y uno más se encuentra en poder de un coleccionista privado.
Desafortunadamente el cerro no está abierto al público ya que se sigue escarbando para encontrar más vestigios de la cultura Maya.

### Malecón del Río Puxcatán
Está a las orillas del centro de la ciudad de Macuspana, aquí se puede apreciar la flora y fauna que tiene el lugar como lagartos, iguanas, ranas, sapos, patos, pijijes, saraguatos, hicoteas, pochitoques, mojarras, pejelagartos e incluso serpientes, mangles, cedros, palmeras, palmas y árboles con flores como el macuilí y el framboyán.

### Laguna de Francisco Bates
Es el cuerpo lagunar más importante de Macuspana, en el acuden muchas personas para bañarse en temporada de Semana Santa y vacaciones de verano, en donde pasan un momento agradable, cuenta con pequeñas palapas gastronómicas, sanitarios y otros servicios.

### Villa Tepetitán
Es el asentamiento más antiguo del municipio de Macuspana, es una de las dos poblaciones (oficialmente denominada como "Villa") más importantes, y uno de los 19 centros de desarrollo regional en los que se desenvuelve la mayoría de las actividades económicas y sociales de dicho municipio, en las cercanías existe un río homónimo. Durante la expedición del conquistador español Hernán Cortés en los años 1524 a 1525, el conquistador indicó haber pasado por una población llamada Tepetitlán, que pudiera corresponder a la actual villa de Tepetitán.

### El antiguo “Campamento Sarlat”
Lugar en donde el historiador Manuel Gil y Sáenz descubriera en 1860 los primeros yacimientos de petróleo en el estado.

## Comunicaciones

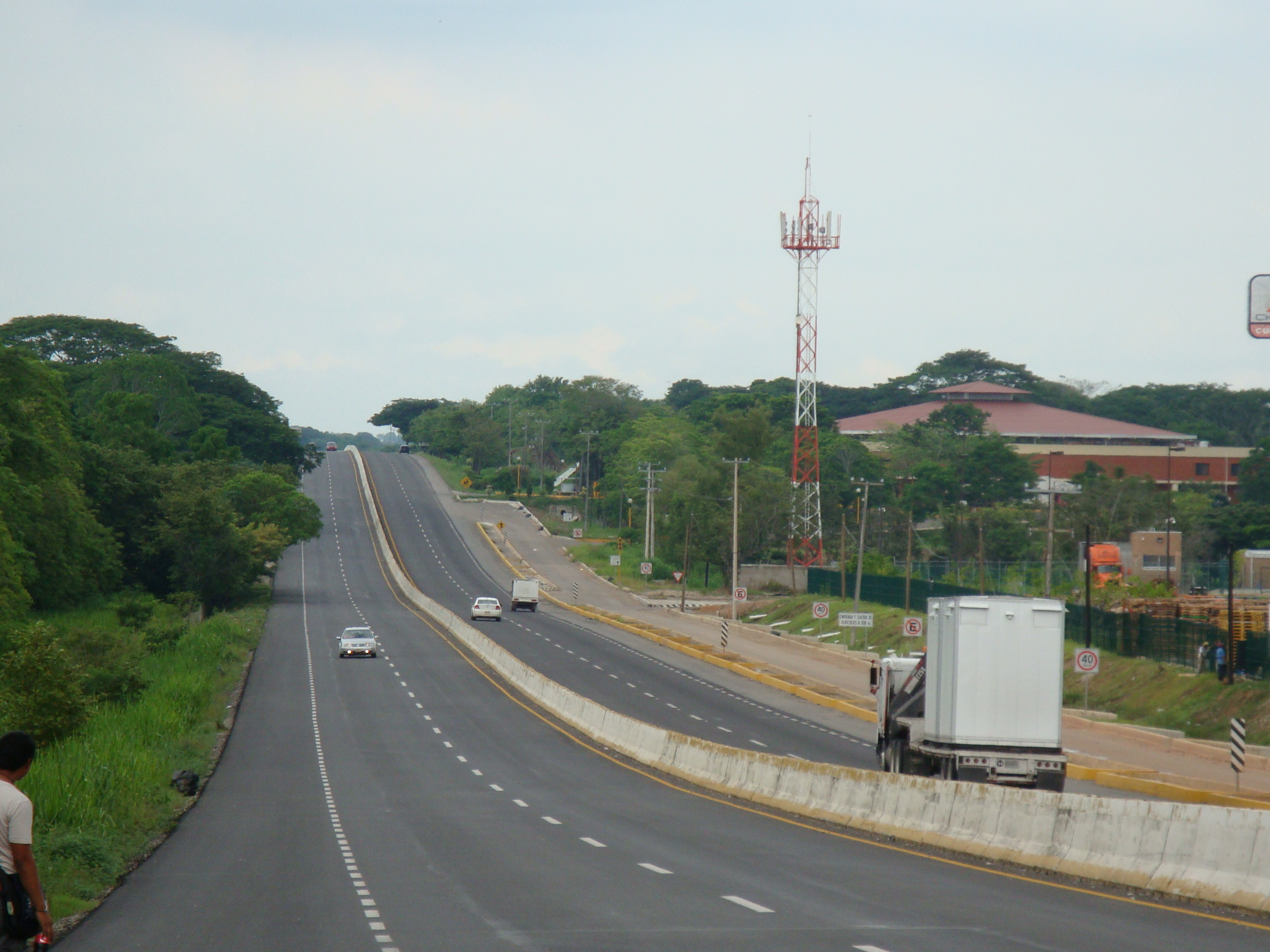
Carretera Villahermosa-Chetumal, tramo de autopista de 4 carriles Villahermosa-Macuspana.

A Macuspana se puede arribar por carretera, avión, ferrocarril y vía fluvial; hay en el municipio 413 km de carreteras pavimentadas y de terracería, de las cuales 53.10 km son de carreteras federales pavimentadas y 359 km de carreteras estatales pavimentadas de los cuales 158 km están pavimentados y 201 km se encuentran revestidos.
En la totalidad de la red carretera que hay en el municipio se han construido 103 puentes vehiculares.
Las principales carreteras que comunican al municipio son:
Carretera federal 186 Villahermosa – Escarcega km. 46 entronque Macuspana.
Carretera estatal Jonuta – Ciudad Pemex – Macuspana.
Carretera estatal Villahermosa –Jalapa – Macuspana.
Cuenta con 2 aeropistas (Nicolás Bravo y Ciudad Pemex).
La red ferroviaria Coatzacoalcos–Mérida tiene dos estaciones en el municipio: El Zopo y Santuario 1.ª Sección.
La comunicación fluvial se realiza a través de los ríos Tepetitán, Tulijá, Puxcatán, Maluco y Chilapa.

## Fiestas y tradiciones

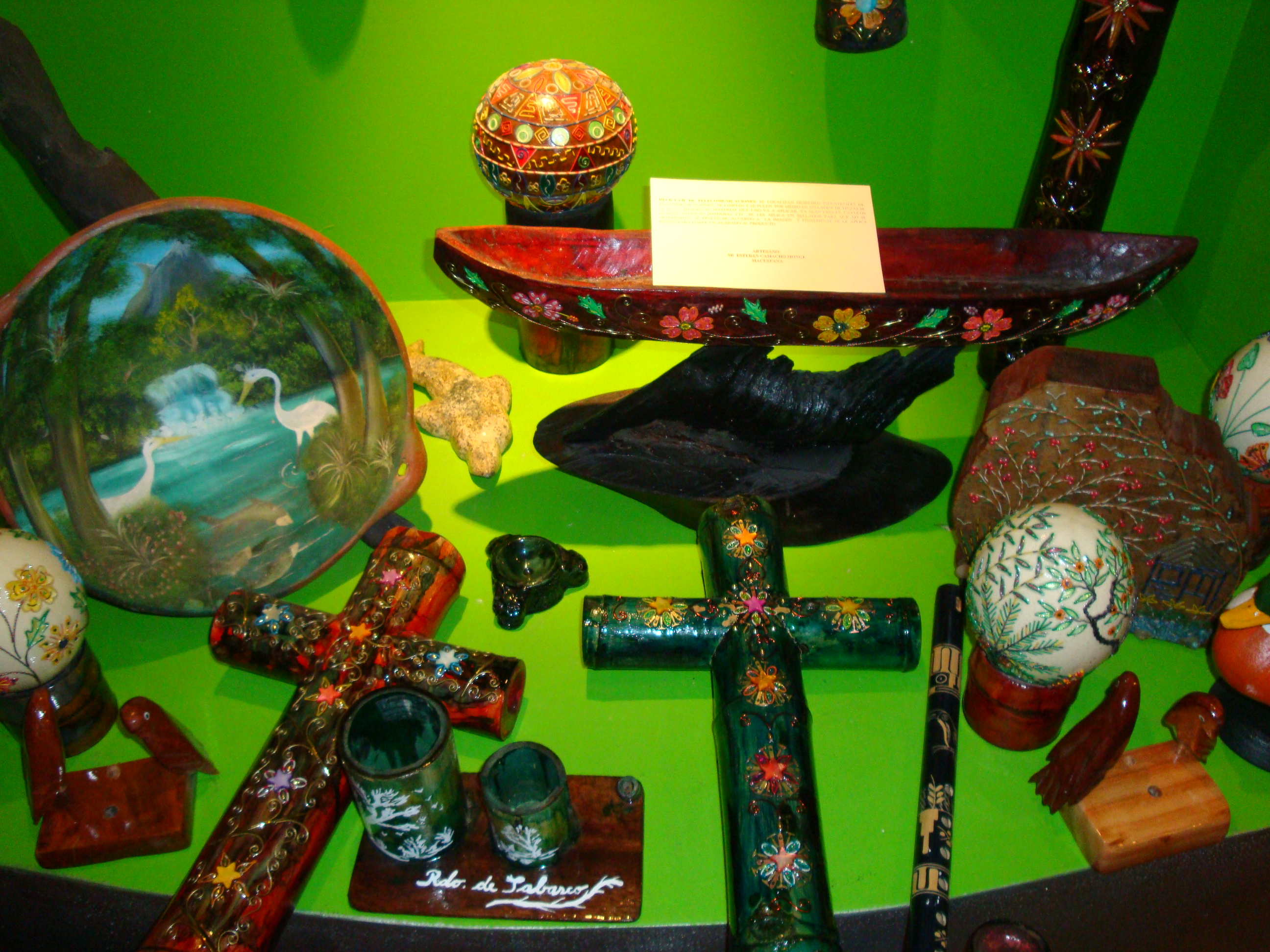
El municipio de Macuspana se distingue por sus artesanías de figuras elaboradas en barro o talladas en madera.

Día de la Candelaria en Cd. Pemex: 2 de febrero.
Expropiación Petrolera y Fiesta San José en Cd. Pemex: 10 al 19 de marzo.
Fiesta de San Isidro y Feria Municipal ciudad de Macuspana: entre el 8 y 19 de mayo.
Feria del Señor San Fernando en el pueblo Aquiles Serdán: entre el 27 y 30 de mayo.
Día de la Asunción y Feria de la villa Tepetitán: entre el 15 y 16 de agosto.
Día del Señor San Carlos, en la villa Benito Juárez: del 31 de agosto al 1 de septiembre.
El 4 de octubre, se celebra la fiesta de San Francisco de Asís en el poblado El Congo.
Fiesta de la Virgen del Carmen en el pueblo Límbano Blandín, y poblado Morelos: entre el 15 y 16 de julio.
Festividades de la Virgen de Guadalupe: en la colonia Belén: 12 de diciembre.

## Gastronomía
Macuspana tiene una variedad bastante de platillos tradicionales:
- Tamales
- Tamalitos (de chipilin, cerdo o pollo)
- Maneas
- Puchero (caldo de res con verduras)
- Escabeche
- Tacos
- Pozole de puerco

Bebidas como:
- Horchata de arroz
- Jamaica
- Pozol